# St-Jean-Baptiste (Chaource)

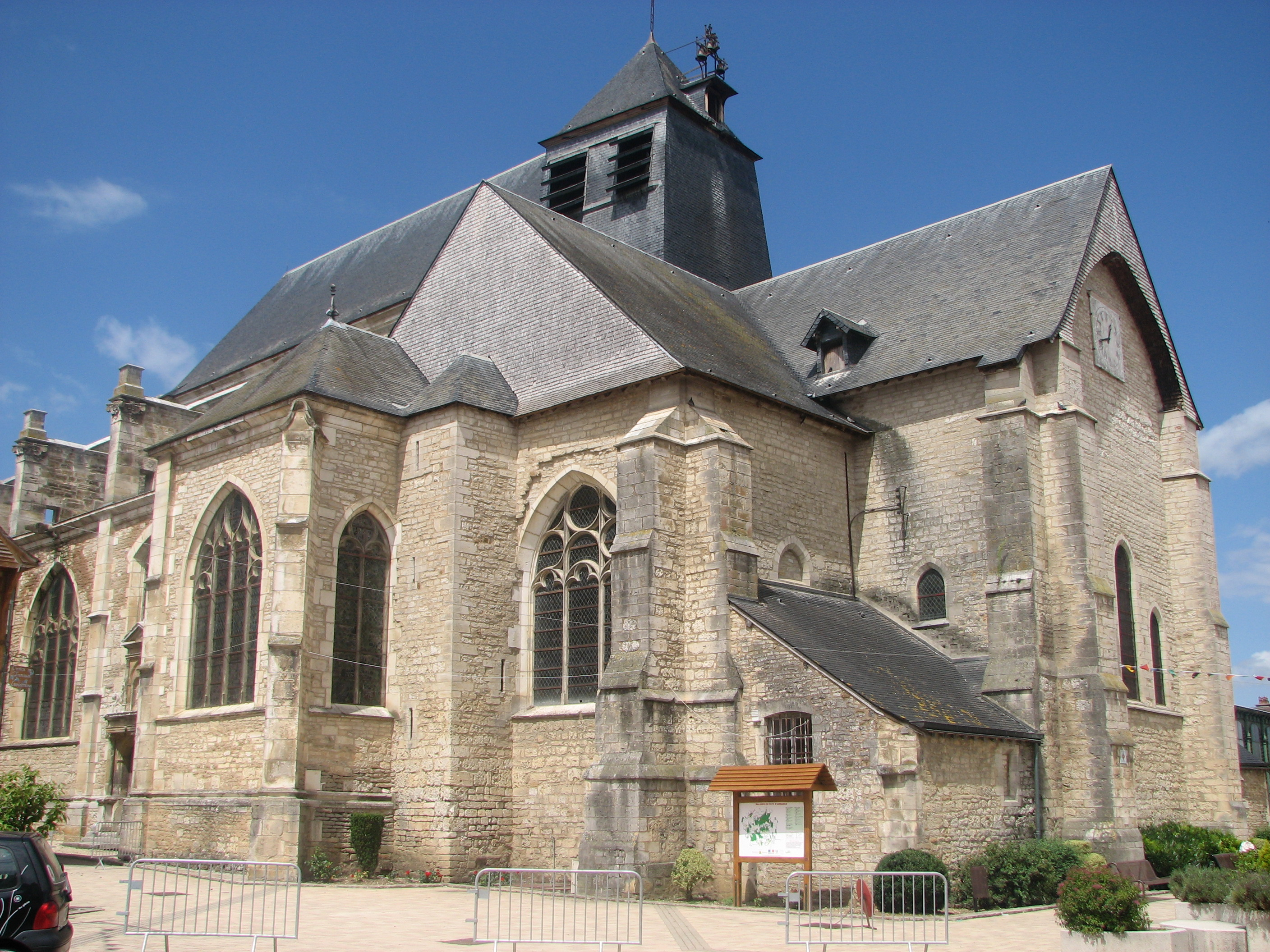
Pfarrkirche Saint-Jean-Baptiste

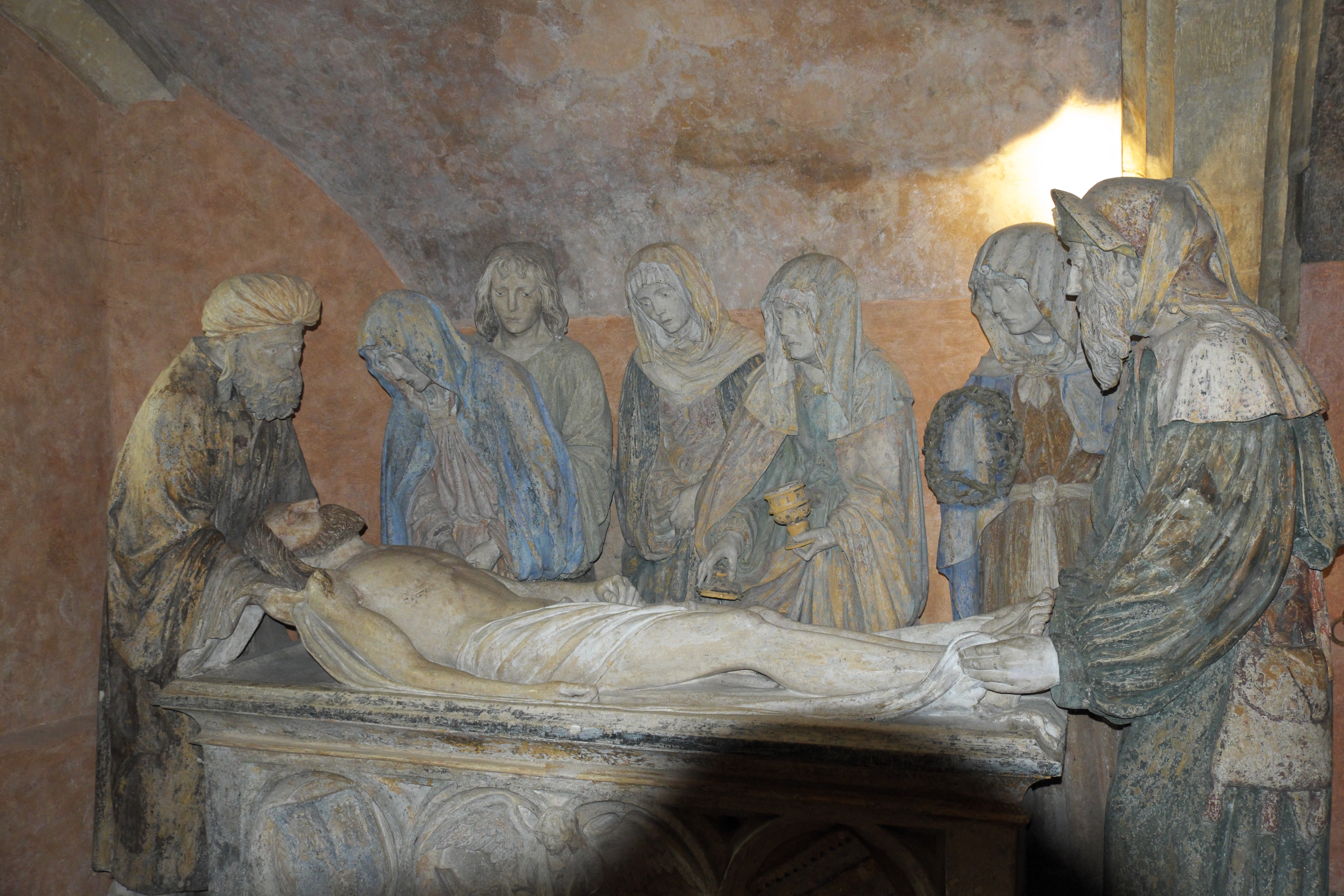
Grablegung des Meisters von Chaource

Die römisch-katholische Pfarrkirche Saint-Jean-Baptiste in Chaource, einer Gemeinde im Département Aube in der französischen Region Grand Est, besitzt einen Chor aus dem 13. Jahrhundert und ein Langhaus aus dem 16. Jahrhundert. Die Kirche weist einen reichen Skulpturenschmuck auf, insbesondere eine Grablegungsgruppe aus dem Jahr 1515 und eine Krippendarstellung mit vergoldeten Holzfiguren, ebenfalls aus dem 16. Jahrhundert. Aus der Zeit der Renaissance sind auch zahlreiche Bleiglasfenster erhalten. Im Jahr 1840 wurde die Johannes dem Täufer geweihte Kirche als Monument historique in die Liste der Baudenkmäler in Frankreich aufgenommen.

## Geschichte
Der Chor geht auf eine Kirche zurück, die zu Beginn des 14. Jahrhunderts geweiht wurde. Ab 1531 erneuerte man das Langhaus. Zwischen 1531 und 1537 entstanden die nördlichen Seitenkapellen und das Nordportal, zwischen 1542 und 1548 wurden die südlichen Seitenkapellen angefügt und das Mittelschiff erhöht. Das Langhaus, das ursprünglich wesentlich länger geplant war, wurde nicht vollendet, sondern mit einer vorläufigen Mauer geschlossen. Diese wurde 1843 mit Strebepfeilern verstärkt.

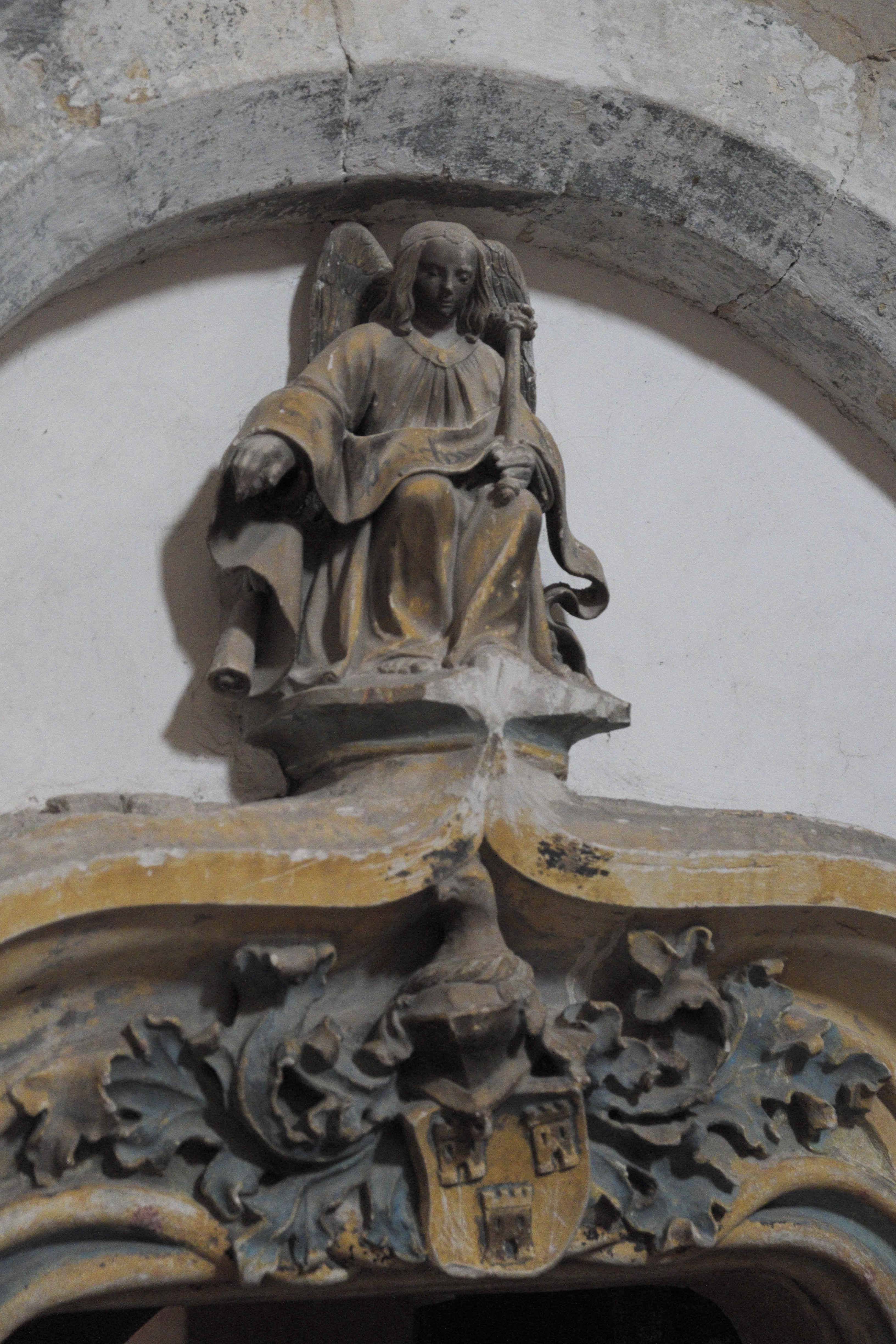
Tür zur Chapelle du Sépulcre

## Architektur
Das Langhaus ist dreischiffig und in drei Joche gegliedert. Haupt- und Seitenschiffe werden von Kreuzrippengewölben mit Schlusssteinen gedeckt, die mit Engeln, Köpfen und Wappen skulptiert sind.
Der Chor ist ebenfalls dreijochig und gerade geschlossen. Die ersten beiden Joche sind mit ihren drei gleich hohen Schiffen als Hallenchor gestaltet. An das erste und dritte Joch schließen sich auf beiden Seiten Kapellen an. Das dritte Joch ist einschiffig. Über dem westlichen Chorjoch erhebt sich ein bescheidener Glockenturm.

## Chapelle du Sépulcre (Grablegungskapelle)
Diese etwas tiefer gelegene Kapelle wurde im 16. Jahrhundert für die Unterbringung der Grablegungsgruppe errichtet. Die Kapelle wird von einer abgeflachten Tonne gedeckt, Wände und Decke sind mit Malereien aus dem 16. Jahrhundert verziert. Eine schmale Tür führt vom Chor zur Kapelle. Sie wird von einem Kielbogen überspannt, auf dem ein Helm und das Stifterwappen dargestellt sind, darüber thront ein Engel.

## Renaissancefenster

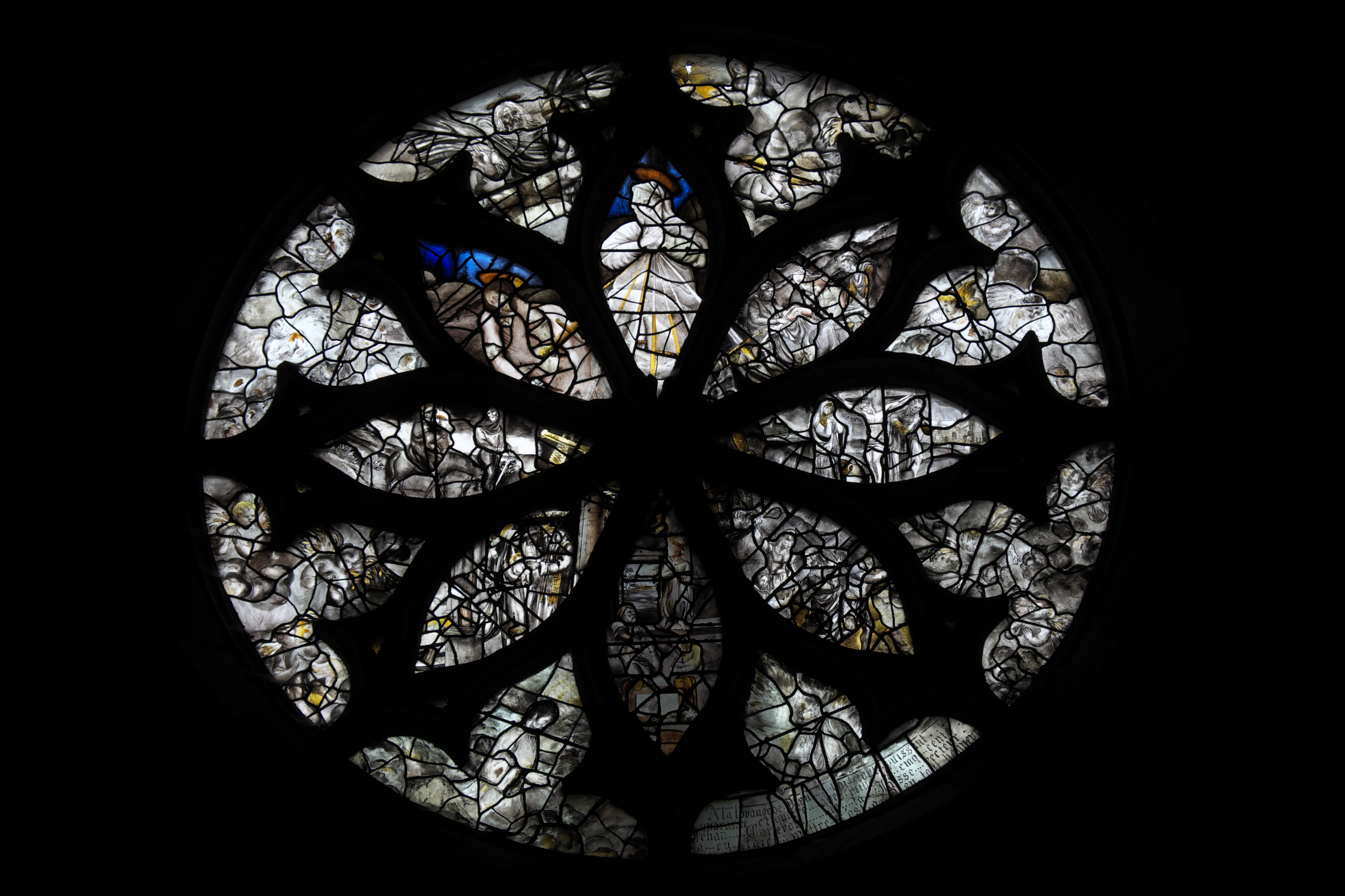
Rosette

Die Kirche besitzt mehrere Bleiglasfenster aus dem 16. Jahrhundert.
- In der Rosette über dem Nordportal sind Fragmente eines Renaissancefensters aus dem Jahr 1544 mit der Darstellung der Sieben Schmerzen Mariens enthalten.[1]
- Die Fenster in der Chapelle du Paradis (Paradieskapelle oder Kapelle des Johannes des Evangelisten) stellen Szenen der Apokalypse[2], der Legende des heiligen Sebastian (von 1536)[3] und des Jüngsten Gerichts[4] dar.
- Die Kapelle Saint-Jean-Décolasse hat zum Teil noch ihre Originalverglasung bewahrt. Die Grisaillefenster mit Szenen der Passion wurden bei der Bombardierung im Jahr 1940 beschädigt, konnten aber wieder restauriert werden.[5]
- Auf den Fenstern der Chapelle Saint-Georges (Georgskapelle) sind Szenen aus der Legende des heiligen Georg und die Wappen der Familien Monstier und Vaudrey[6] sowie die Wappen von Chaource und der Champagne[7] zu erkennen.

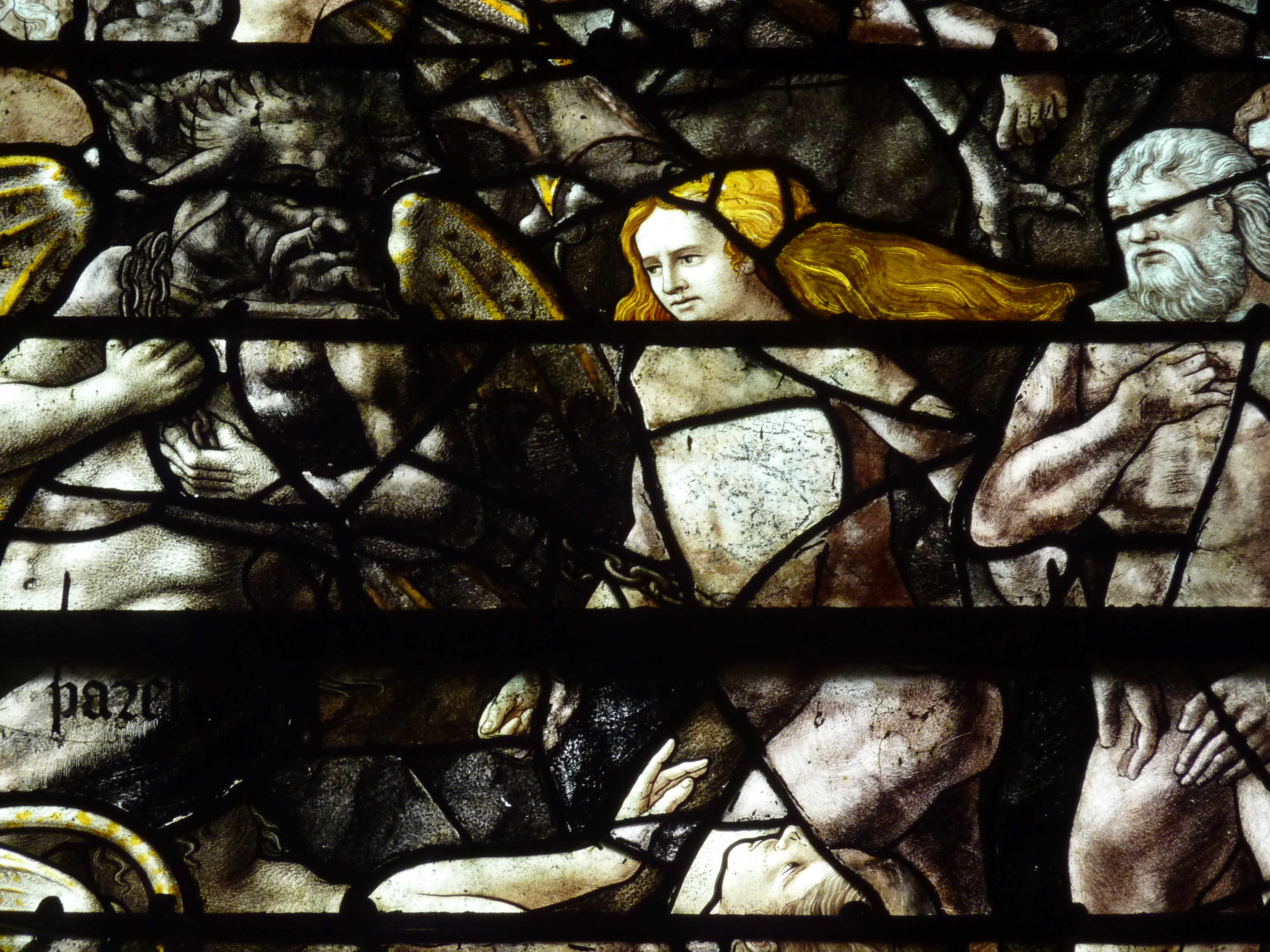
Fenster mit Szenen des Jüngsten Gerichts
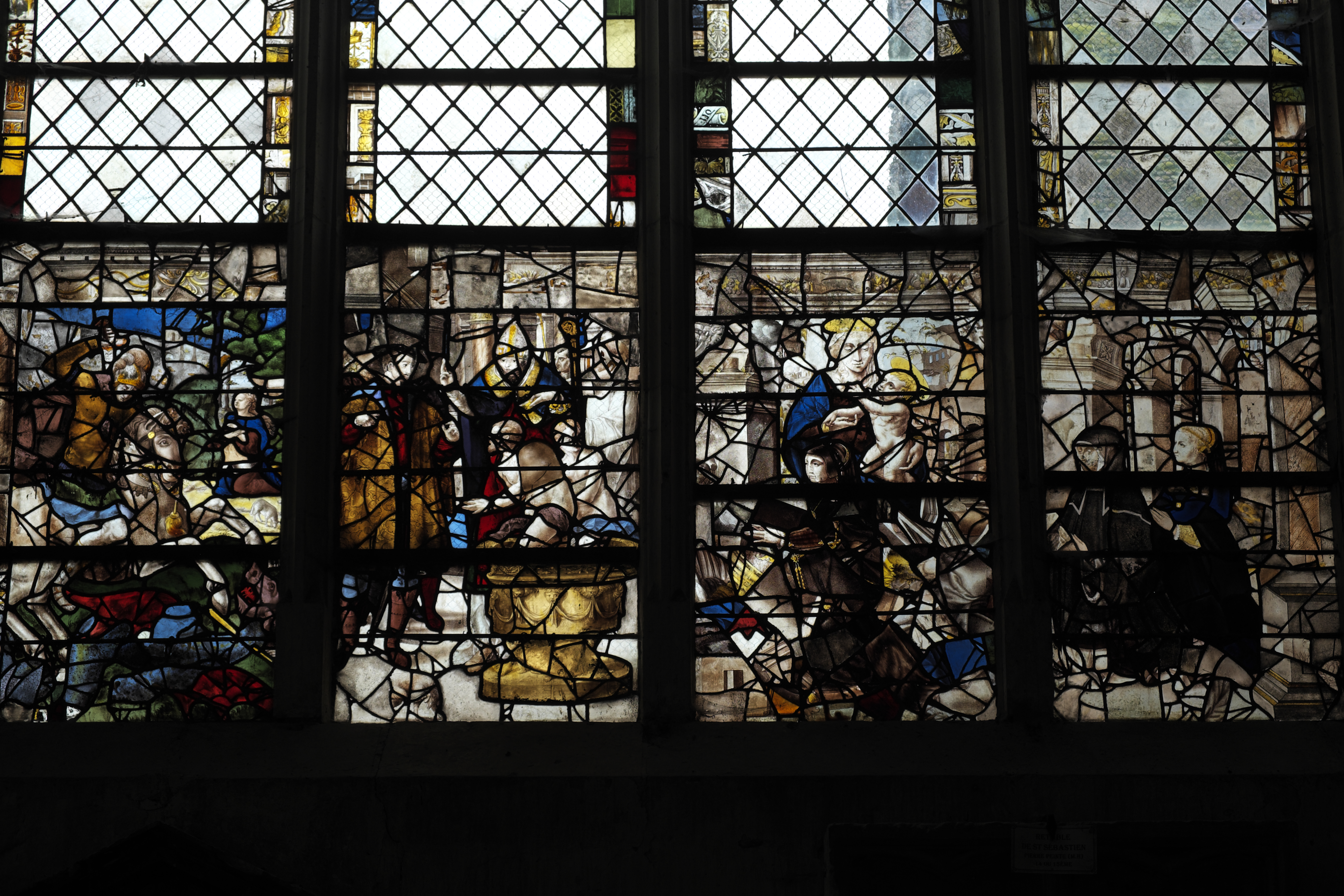
Szenen aus der Legende des heiligen Georg
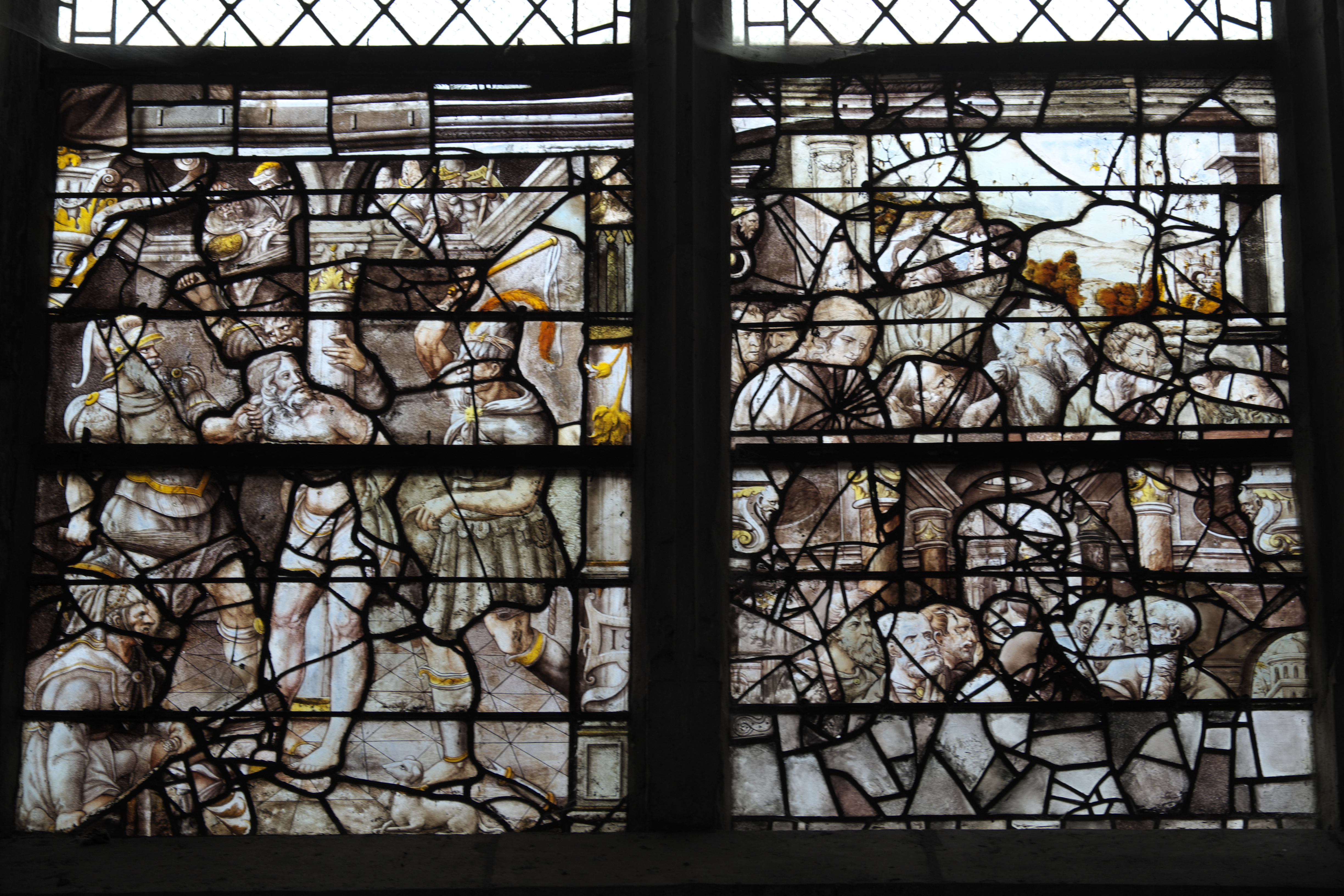
Grisaillefenster mit Szenen der Passion
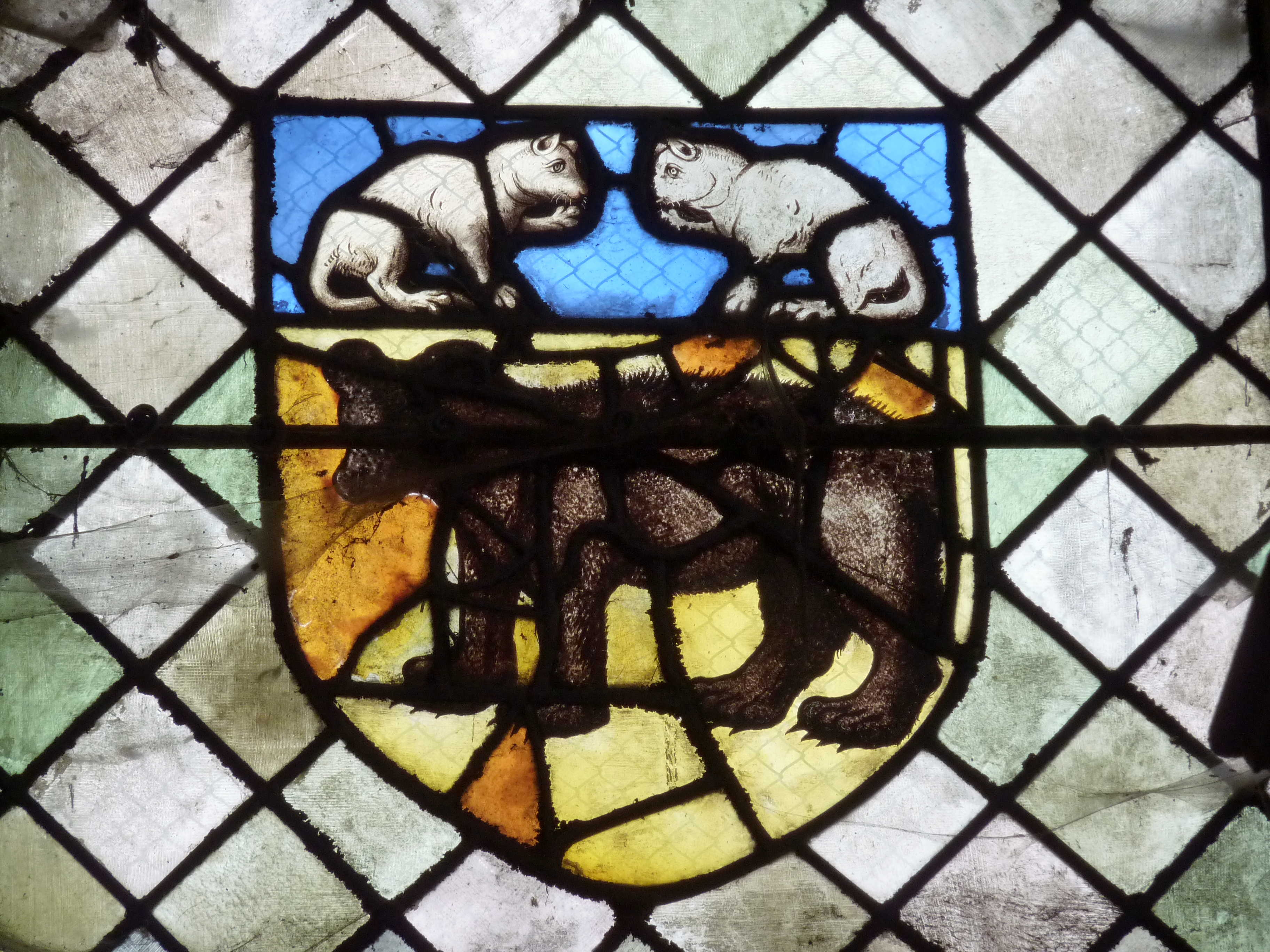
Wappen von Chaource

## Ausstattung

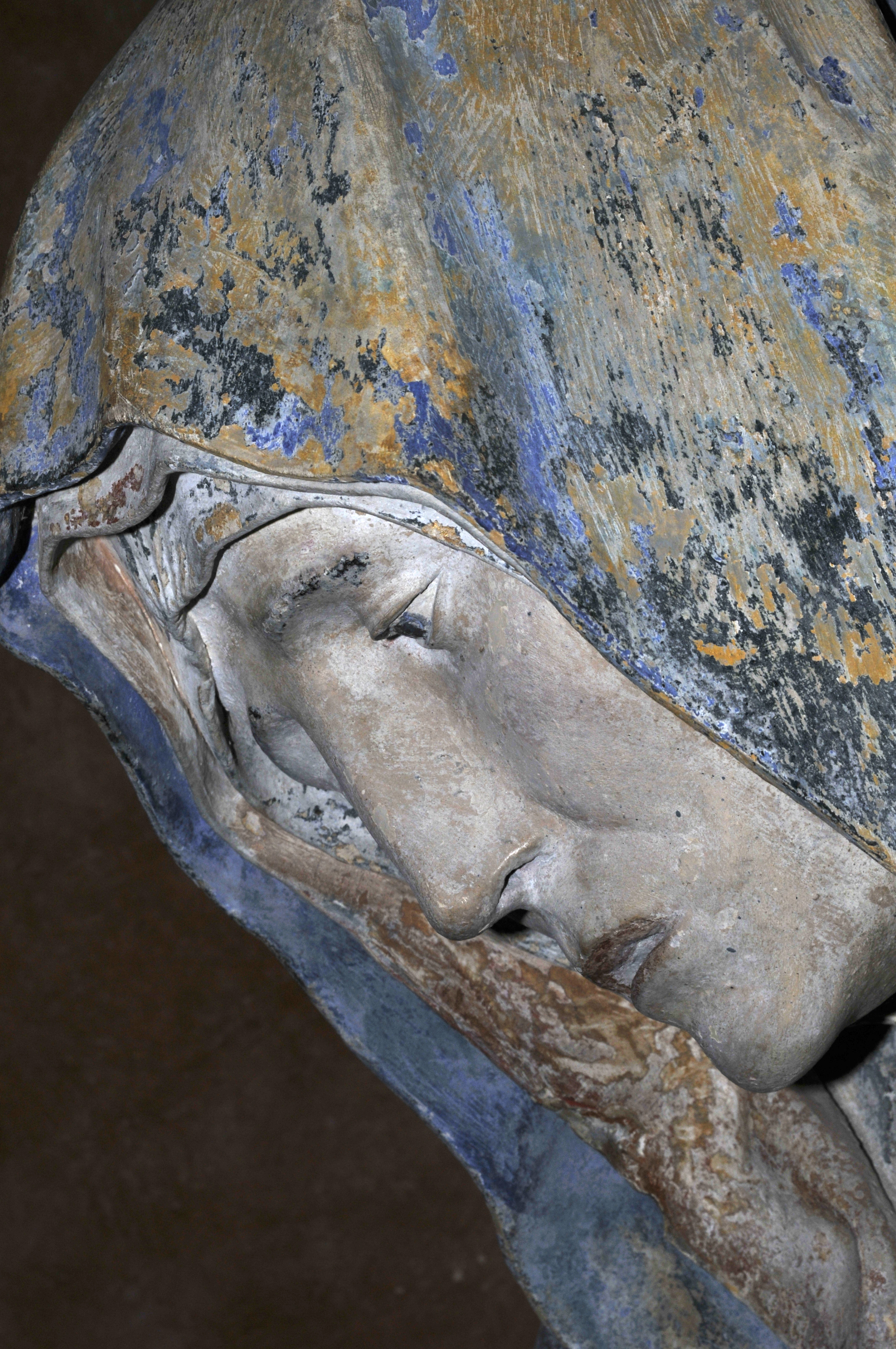
Maria der Grablegungsgruppe

- Die Kirche ist mit zahlreichen Skulpturen aus dem 16. Jahrhundert ausgestattet.
- Die Grablegungsgruppe des Meisters von Chaource wurde 1515 von Jacqueline de Laigne für ihren verstorbenen Gemahl Nicolas Monstier in Auftrag gegeben.[8]
- Die Chapelle du Paradis besitzt eine steinerne, im Renaissance-Dekor verzierte Schranke von 1538.[9]
- In der Kapelle wird ein steinerner Passionsaltar aufbewahrt, der mit der Jahreszahl 1532 bezeichnet ist. Er ist in drei Tafeln mit den Szenen Gefangennahme, Kreuzigung und Auferstehung Jesu gegliedert.[10]
- In der gleichen Kapelle wird in einer Glasvitrine eine Weihnachtskrippe eines unbekannten Meisters ausgestellt, die aus 22 bemalten und vergoldeten Holzfiguren besteht. Ihre Entstehungszeit wird um 1540 datiert.[11]
- Das Taufbecken besitzt einen Sockel aus Stein aus dem 16. Jahrhundert und einen geschnitzten, bemalten Holzdeckel aus dem 18. Jahrhundert.[12]
- Die Kanzel stammt aus dem 18. Jahrhundert. Sie ist mit den Reliefdarstellungen der vier Evangelisten und ihren Symbolen verziert. Der Schalldeckel wird von einem Engelsputto bekrönt, der in eine Trompete bläst.

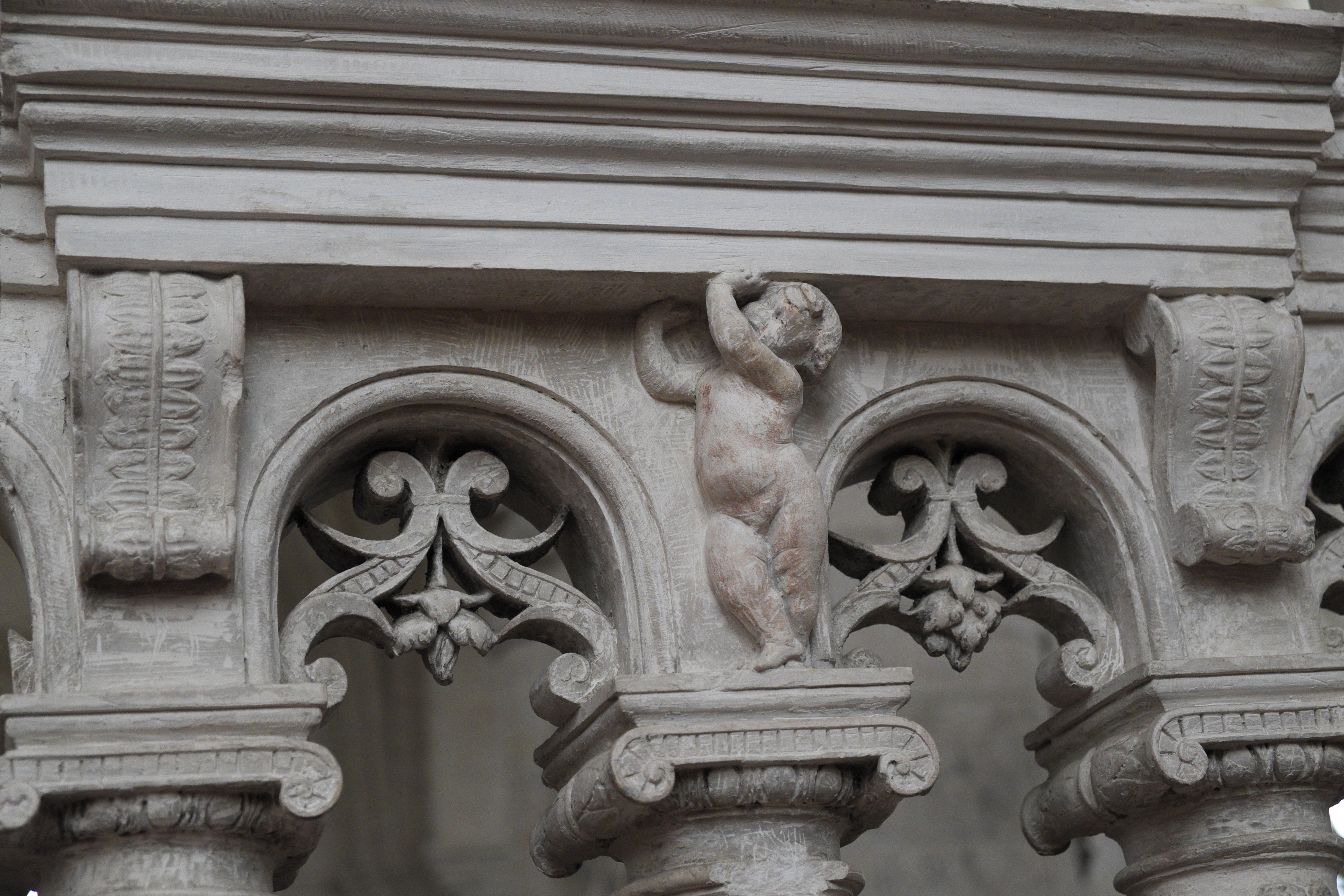
Renaissanceschranke
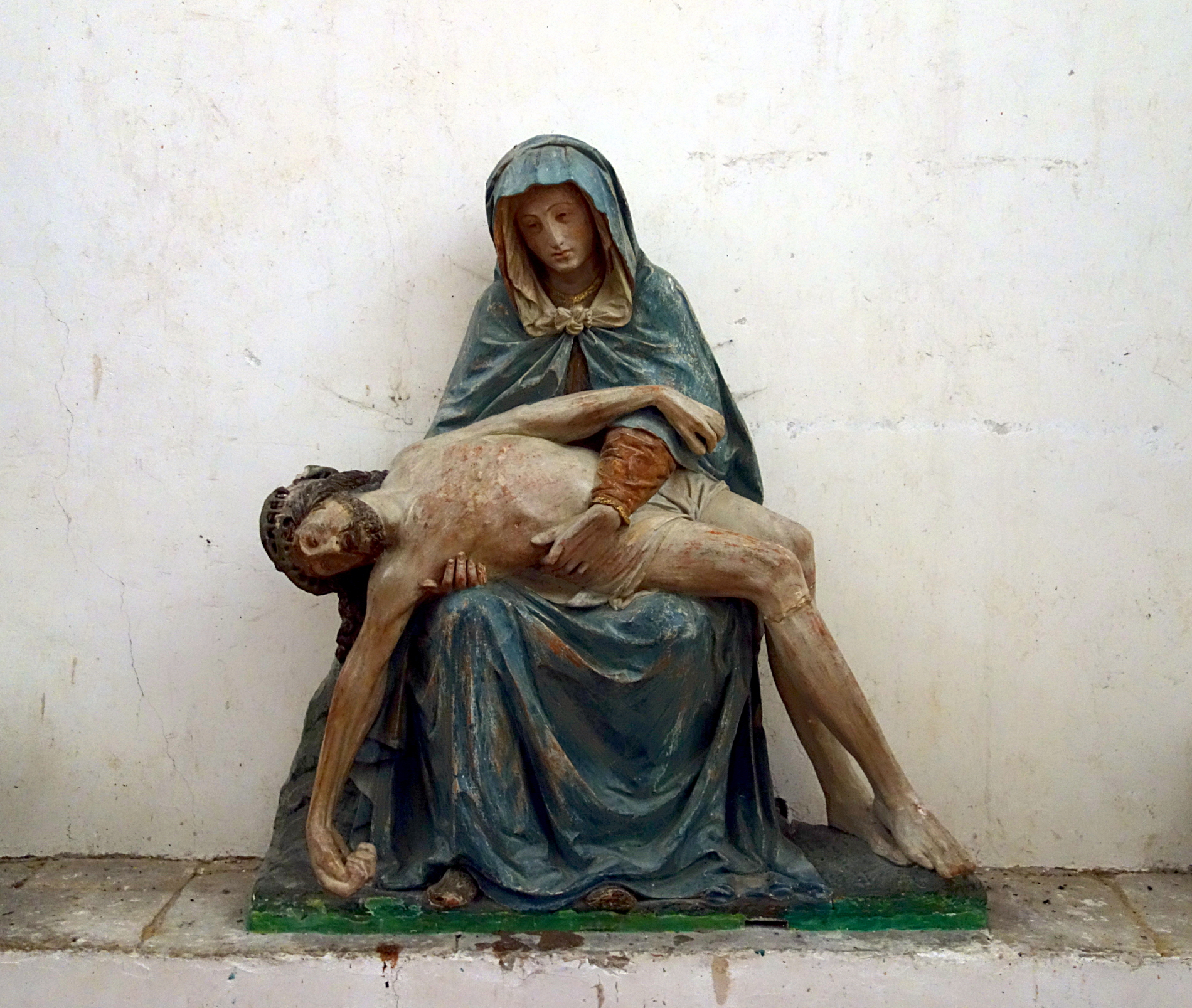
Pietà
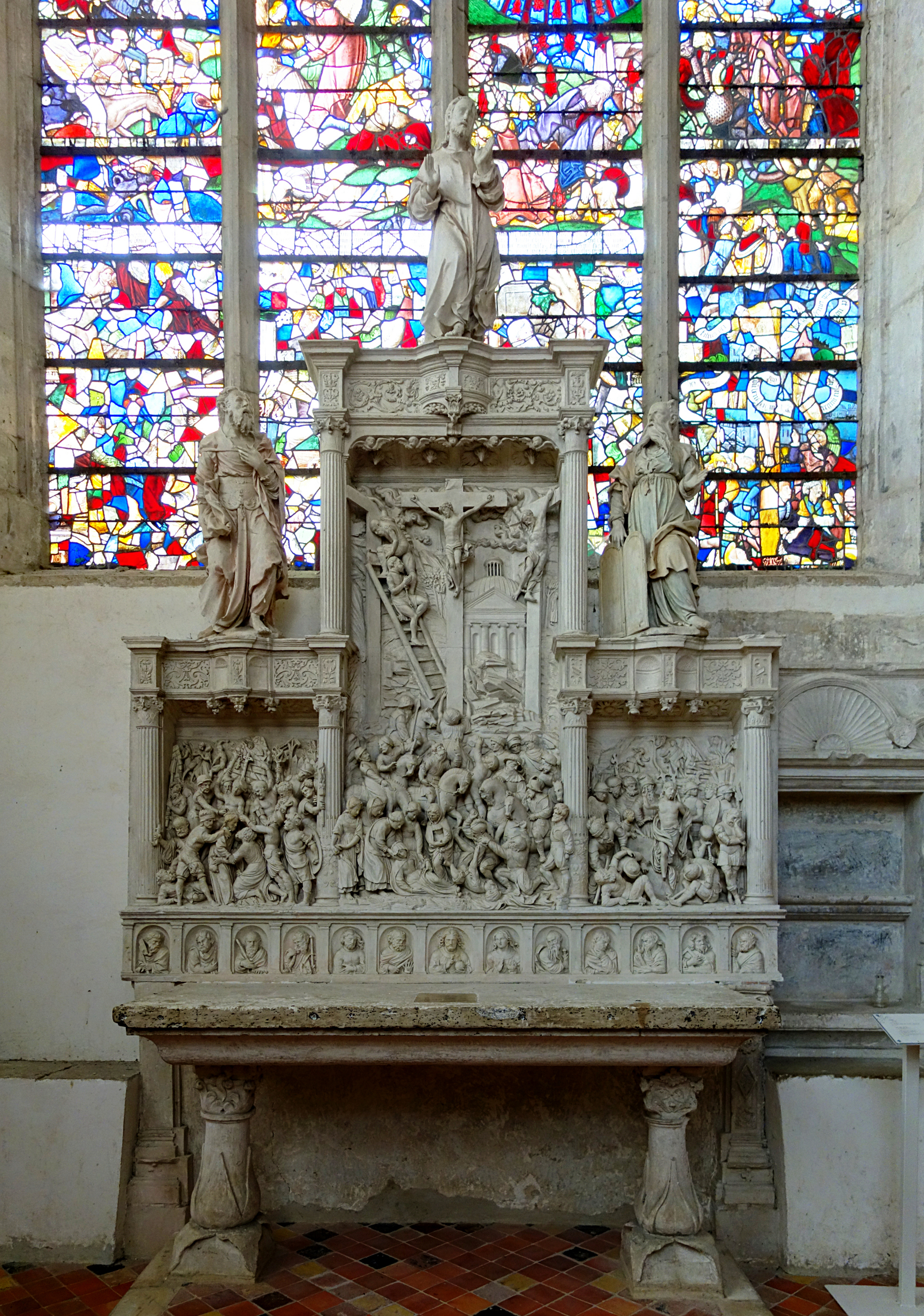
Passionsaltar